# 亚当·克里克
亚当·克里克（英語：Adam Kreek，1980年12月2日—），加拿大男子赛艇运动员。他曾代表加拿大参加2004年和2008年夏季奥林匹克运动会赛艇比赛，其中2008年奥运会获得一枚金牌。